# 梅崎音羽
梅崎 音羽（うめざき おとは、2010年8月27日 - ）は、日本の女性声優、女優。公式サイトでは梅﨑 音羽と記載されているが、多くの場合常用漢字体の「崎」を用いて梅崎音羽と表記されている。
テアトルアカデミー所属。

## 人物
特技はクラシックバレエ、民謡。

## 出演

### テレビドラマ
- おひさま（2011年、NHK）日向子 役
- ブルドクター（2011年、日本テレビ）
- 天国の恋（2013年、東海テレビ）梢〈幼少期〉 役
- 警部補・杉山真太郎〜吉祥寺署事件ファイル 第7話（2015年、TBS）山口うらら 役
- 花燃ゆ（2015年、NHK）杉豊〈幼少期〉 役
- 天使と悪魔-未解決事件匿名交渉課-（2015年、テレビ朝日）橘美玖〈3〉 役
- 2030かなたの家族（2015年9月26日、NHK総合）ミチル 役
- デザイナーベイビー（2015年、NHK総合）
- 終着駅の牛尾刑事VS事件記者・冴子15「生存者」（2016年、テレビ朝日）横田彩花〈幼少期〉 役
- 就活家族〜きっと、うまくいく〜 第7話（2017年、テレビ朝日）
- 特殊犯罪課・花島渉（2017年、テレビ朝日）片岡里緒 役
- 母になる（2017年、日本テレビ）子供 役
- 半分、青い。 第26週（2018年、NHK）灯 役
- 主婦カツ! 第2回（2018年、NHK BSプレミアム）女の子 役
- ワカコ酒 season3(2017年)
- フジコ(2015年)

### テレビ番組
- ワンワンわんだーらんど（2018年4月 - 2022年3月、NHK Eテレ）コロ 役

### 映画
- 鈴木家の嘘（2018年）自転車の女の子 役

### ゲーム
- ファイナルファンタジーVII リメイク（2020年、マリン・ウォーレス）
- ファイナルファンタジーVII リバース（2024年、マリン・ウォーレス）

### 吹き替え

#### 映画
- 名探偵ティミー（2020年）コリーナ・コリーナ〈アイ＝チャン・キャリアー〉 役
- ゴリラのアイヴァン（2020年）ジュリア〈アリアナ・グリーンブラット〉 役
- ドクター・ドリトル(2020年)ネズミ役

#### アニメ
- モアナと伝説の海（2017年）泣く子供 役
- トイ・ストーリー4（2019年）ハーモニー 役
- スポンジ・ボブ: スポンジ・オン・ザ・ラン（2020年）
- ギャビーのドールハウス(2022年)ベビー・ボックス役
- せかいはふしぎでできている！(2023年)てんとう虫柄の服の女の子

### CM
- NTTドコモ「dTV」
- カネボウ「コフレドール」
- 健康家族『ありがとう、母さん篇』
- PayPayグルメ
- アバローのプリンセス エレナ エレナ役

### スチール
- 講談社
  - げんき
  - おかあさんといっしょ

### 舞台
- Wの告白（2017年）[2]
- Fabulous Revue Boys 14（2017年）[3]
- Fabulous Revue Boys 16（2017年）[4]
- Fabulous Revue Boys 17（2018年）[5]
- ワンワンわんだーらんど （2018年4月 - 2022年2月）コロ 役
- Fabulous Revue Boys 18（2018年）[6]
- Fabulous Revue Boys 20（2018年）[7]

### その他コンテンツ
- アガツマ
  - 『アンパンマン スイスイピカッとそうじき』
  - 『マイメロディ スイスイピカッとそうじき』